# Internazionali d'Italia
El Masters de Roma, oficialment conegut com a Internazionali d'Italia, és un torneig de tennis professional que es disputa anualment sobre terra batuda al complex Foro Italico de Roma, Itàlia. Pertany a les sèries ATP World Tour Masters 1000 del circuit ATP masculí i als Premier Tournaments del circuit WTA femení. El torneig se celebra entre els mesos d'abril i maig, primer el masculí i la setmana següent el femení.
Iniciat el 1930 a Milà com a campionat italià, es va disputar allà fins que es va traslladar al Foro Italico de Roma el 1935, des de llavors la seu actual. Amb la instauració de l'Era Open, fou anomenat Obert d'Itàlia i actualment s'anomena Internazionali BNL d'Italia.
Després del Torneig de Roland Garros i el Masters de Madrid, el Masters de Roma és el tercer torneig més prestigiós sobre terra batuda en categoria femenina.

## Palmarès

### Individual masculí
| Any         | Campió                 | Finalista              | Resultat                         |
| ----------- | ---------------------- | ---------------------- | -------------------------------- |
| 2025        | Carlos Alcaraz         | Jannik Sinner          | 7−6(5), 6−1                      |
| 2024        | Alexander Zverev (2)   | Nicolás Jarry          | 6−4, 7−5                         |
| 2023        | Daniïl Medvédev        | Holger Rune            | 7−5, 7−5                         |
| 2022        | Novak Đoković (6)      | Stéfanos Tsitsipàs     | 6−0, 7−6(5)                      |
| 2021        | Rafael Nadal (10)      | Novak Đoković          | 7−5, 1−6, 6−3                    |
| 2020        | Novak Đoković          | Diego Schwartzman      | 7−5, 6−3                         |
| 2019        | Rafael Nadal           | Novak Đoković          | 6−0, 4−6, 6−1                    |
| 2018        | Rafael Nadal           | Alexander Zverev       | 6−1, 1−6, 6−3                    |
| 2017        | Alexander Zverev       | Novak Đoković          | 6−4, 6−3                         |
| 2016        | Andy Murray            | Novak Đoković          | 6−3, 6−3                         |
| 2015        | Novak Đoković          | Roger Federer          | 6−4, 6−3                         |
| 2014        | Novak Đoković          | Rafael Nadal           | 4−6, 6−3, 6−3                    |
| 2013        | Rafael Nadal           | Roger Federer          | 6−1, 6−3                         |
| 2012        | Rafael Nadal           | Novak Đoković          | 7−5, 6−3                         |
| 2011        | Novak Đoković          | Rafael Nadal           | 6−4, 6−4                         |
| 2010        | Rafael Nadal           | David Ferrer           | 7−5, 6−2                         |
| 2009        | Rafael Nadal           | Novak Đoković          | 7−6(2), 6−2                      |
| 2008        | Novak Đoković          | Stanislas Wawrinka     | 4−6, 6−3, 6−3                    |
| 2007        | Rafael Nadal           | Fernando González      | 6−2, 6−2                         |
| 2006        | Rafael Nadal           | Roger Federer          | 6−7(0), 7−6(5), 6−4, 2−6, 7−6(5) |
| 2005        | Rafael Nadal           | Guillermo Coria        | 6−4, 3−6, 6−3, 4−6, 7−6(6)       |
| 2004        | Carles Moyà            | David Nalbandian       | 6−3, 6−3, 6−1                    |
| 2003        | Fèlix Mantilla         | Roger Federer          | 7−5, 6−2, 7−6(8)                 |
| 2002        | Andre Agassi           | Tommy Haas             | 6−3, 6−3, 6−0                    |
| 2001        | Juan Carlos Ferrero    | Gustavo Kuerten        | 3−6, 6−1, 2−6, 6−4, 6−2          |
| 2000        | Magnus Norman          | Gustavo Kuerten        | 6−3, 4−6, 6−4, 6−4               |
| 1999        | Gustavo Kuerten        | Patrick Rafter         | 6−4, 7−5, 7−6(6)                 |
| 1998        | Marcelo Ríos           | Albert Costa           | Renúncia                         |
| 1997        | Àlex Corretja          | Marcelo Ríos           | 7−5, 7−5, 6−3                    |
| 1996        | Thomas Muster (3)      | Richard Krajicek       | 6−2, 6−4, 3−6, 6−3               |
| 1995        | Thomas Muster          | Sergi Bruguera         | 3−6, 7−6(5), 6−2, 6−3            |
| 1994        | Pete Sampras           | Boris Becker           | 6−1, 6−2, 6−2                    |
| 1993        | Jim Courier (2)        | Goran Ivanisevic       | 6−1, 6−2, 6−2                    |
| 1992        | Jim Courier            | Carles Costa           | 7−6, 6−0, 6−4                    |
| 1991        | Emilio Sánchez Vicario | Alberto Mancini        | 6−3, 6−1, 3−0, retirada          |
| 1990        | Thomas Muster          | Andrei Chesnokov       | 6−1, 6−3, 6−1                    |
| 1989        | Alberto Mancini        | Andre Agassi           | 6−3, 4−6, 2−6, 7−6, 6−1          |
| 1988        | Ivan Lendl (2)         | Guillermo Pérez-Roldan | 2−6, 6−4, 6−2, 4−6, 6−4          |
| 1987        | Mats Wilander          | Martin Jaite           | 6−3, 6−4, 6−4                    |
| 1986        | Ivan Lendl             | Emilio Sánchez Vicario | 7−5, 4−6, 6−1, 6−1               |
| 1985        | Yannick Noah           | Miloslav Mecir         | 6−3, 3−6, 6−2, 7−6               |
| 1984        | Andrés Gómez (2)       | Aaron Krickstein       | 2−6, 6−1, 6−2, 6−2               |
| 1983        | Jimmy Arias            | José Higueras          | 6−2, 6−7, 6−1, 6−4               |
| 1982        | Andrés Gómez           | Eliot Teltscher        | 6−2, 6−3, 6−2                    |
| 1981        | José-Luís Clerc        | Victor Pecci           | 6−3, 6−4, 6−0                    |
| 1980        | Guillermo Vilas        | Yannick Noah           | 6−0, 6−4, 6−4                    |
| 1979        | Vitas Gerulaitis (2)   | Guillermo Vilas        | 6−7, 7−6, 6−7, 6−4, 6−2          |
| 1978        | Bjorn Borg (2)         | Adriano Panatta        | 1−6, 6−3, 6−1, 4−6, 6−3          |
| 1977        | Vitas Gerulaitis       | Antonio Zugarelli      | 6−2, 7−6, 3−6, 7−6               |
| 1976        | Adriano Panatta        | Guillermo Vilas        | 2−6, 7−6, 6−2, 7−6               |
| 1975        | Raúl Ramírez           | Manuel Orantes         | 7−6, 7−5, 7−5                    |
| 1974        | Bjorn Borg             | Ilie Nastase           | 6−3, 6−4, 6−2                    |
| 1973        | Ilie Nastase (2)       | Manuel Orantes         | 6−1, 6−1, 6−1                    |
| 1972        | Manuel Orantes         | Jan Kodes              | 4−6, 6−1, 7−5, 6−2               |
| 1971        | Rod Laver (2)          | Jan Kodes              | 7−5, 6−3, 6−3                    |
| 1970        | Ilie Nastase           | Jan Kodes              | 6−3, 1−6, 6−3, 8−6               |
| 1969        | John Newcombe          | Tony Roche             | 6−3, 4−6, 6−2, 5−7, 6−3          |
| 1968        | Tom Okker              | Bob Hewitt             | 10−8, 6−8, 6−1, 1−6, 6−0         |
| 1967        | Marty Mulligan (3)     | Tony Roche             | 6−3, 0−6, 6−4, 6−1               |
| 1966        | Tony Roche             | Nicola Pietrangeli     | 11−9, 6−1, 6−3                   |
| 1965        | Marty Mulligan         | Manuel Santana         | 1−6, 6−4, 6−3, 6−1               |
| 1964        | Jan-Erik Lundquist     | Fred Stolle            | 1−6, 7−5, 6−3, 6−1               |
| 1963        | Marty Mulligan         | Boro Jovanović         | 6−2, 4−6, 6−3, 8−6               |
| 1962        | Rod Laver              | Roy Emerson            | 6−2, 1−6, 3−6, 6−3, 6−1          |
| 1961        | Nicola Pietrangeli (2) | Rod Laver              | 6−8, 6−1, 6−1, 6−2               |
| 1960        | Barry MacKay           | Luis Ayala             | 7−5, 7−5, 0−6, 0−6, 6−1          |
| 1959        | Luis Ayala             | Neale Fraser           | 6−3, 3−6, 6−3, 6−3               |
| 1958        | Mervyn Rose            | Nicola Pietrangeli     | 5−7, 8−6, 6−4, 1−6, 6−2          |
| 1957        | Nicola Pietrangeli     | Giuseppe Merlo         | 8−6, 6−2, 6−4                    |
| 1956        | Lew Hoad               | Sven Davidson          | 7−5, 6−2, 6−0                    |
| 1955        | Fausto Gardini         | Giuseppe Merlo         | 1−6, 6−1, 3−6, 6−6, retirada     |
| 1954        | Budge Patty            | Enrique Morea          | 11−9, 6−4, 6−4                   |
| 1953        | Jaroslav Drobný (3)    | Lew Hoad               | 6−2, 6−1, 6−2                    |
| 1952        | Frank Sedgman          | Jaroslav Drobný        | 7−5, 6−3, 1−6, 6−4               |
| 1951        | Jaroslav Drobný        | Gianni Cucelli         | 6−1, 10−8, 6−0                   |
| 1950        | Jaroslav Drobný        | William Talbert        | 6−4, 6−3, 7−9, 6−2               |
| 1949 − 1936 | No celebrat            | No celebrat            | No celebrat                      |
| 1935        | Wilmer Hines           | Giovanni Palmieri      | 6−3, 10−8, 9−7                   |
| 1934        | Giovanni Palmieri      | Giorgio de' Stefani    | 6−3, 6−0, 7−5                    |
| 1933        | Emanuele Sartorio      | Martin Legeay          | 6−3, 6−1, 6−3                    |
| 1932        | André Merlin           | George Hughes          | 6−1, 5−7, 6−0, 8−6               |
| 1931        | George Hughes          | Henri Cochet           | 6−4, 6−3, 6−2                    |
| 1930        | Bill Tilden            | Uberto de Morpurgo     | 6−1, 6−1, 6−2                    |

### Individual femení
| Any           | Campiona                  | Finalista                 | Resultat           |
| ------------- | ------------------------- | ------------------------- | ------------------ |
| WTA 1000      |                           |                           |                    |
| 2025          | Jasmine Paolini           | Coco Gauff                | 6−4, 6−2           |
| 2024          | Iga Świątek (3)           | Arina Sabalenka           | 6−2, 6−3           |
| 2023          | Ielena Ribàkina           | Anhelina Kalinina         | 6−4, 1−0, retirada |
| 2022          | Iga Świątek               | Ons Jabeur                | 6−2, 6−2           |
| 2021          | Iga Świątek               | Karolína Plísková         | 6−0, 6−0           |
| WTA Premier 5 |                           |                           |                    |
| 2020          | Simona Halep              | Karolína Plísková         | 6−0, 2−1, retirada |
| 2019          | Karolína Plísková         | Johanna Konta             | 6−3, 6−4           |
| 2018          | Elina Svitòlina (2)       | Simona Halep              | 6−0, 6−4           |
| 2017          | Elina Svitòlina           | Simona Halep              | 4−6, 7−5, 6−1      |
| 2016          | Serena Williams (4)       | Madison Keys              | 7−6(5), 6−3        |
| 2015          | Maria Xaràpova (3)        | Carla Suárez Navarro      | 4−6, 7−5, 6−1      |
| 2014          | Serena Williams           | Sara Errani               | 6−3, 6−0           |
| 2013          | Serena Williams           | Viktória Azàrenka         | 6−1, 6−3           |
| 2012          | Maria Xaràpova            | Li Na                     | 4−6, 6−4, 7−6(5)   |
| 2011          | Maria Xaràpova            | Samantha Stosur           | 6−2, 6−4           |
| 2010          | M.J. Martínez Sánchez     | Jelena Janković           | 7−6(5), 7−5        |
| 2009          | Dinara Safina             | Svetlana Kuznetsova       | 6−3, 6−2           |
| WTA Tier I    |                           |                           |                    |
| 2008          | Jelena Janković (2)       | Alizé Cornet              | 6−2, 6−2           |
| 2007          | Jelena Janković           | Svetlana Kuznetsova       | 7−5, 6−1           |
| 2006          | Martina Hingis (2)        | Dinara Safina             | 6−2, 7−5           |
| 2005          | Amélie Mauresmo (2)       | Patty Schnyder            | 2−6, 6−3, 6−4      |
| 2004          | Amélie Mauresmo           | Jennifer Capriati         | 3−6, 6−3, 7−6(6)   |
| 2003          | Kim Clijsters             | Amélie Mauresmo           | 3−6, 7−6(3), 6−0   |
| 2002          | Serena Williams           | Justine Henin             | 7−6(6), 6−4        |
| 2001          | Jelena Dokić              | Amélie Mauresmo           | 7−6(3), 6−1        |
| 2000          | Monica Seles (2)          | Amélie Mauresmo           | 6−2, 7−6(4)        |
| 1999          | Venus Williams            | Mary Pierce               | 6−4, 6−2           |
| 1998          | Martina Hingis            | Venus Williams            | 6−3, 2−6, 6−3      |
| 1997          | Mary Pierce               | Conchita Martínez         | 6−4, 6−0           |
| 1996          | Conchita Martínez (4)     | Martina Hingis            | 6−2, 6−3           |
| 1995          | Conchita Martínez         | Arantxa Sánchez Vicario   | 6−3, 6−1           |
| 1994          | Conchita Martínez         | Martina Navrátilová       | 7−6(5), 6−4        |
| 1993          | Conchita Martínez         | Gabriela Sabatini         | 7−5, 6−1           |
| 1992          | Gabriela Sabatini (4)     | Monica Seles              | 7−5, 6−4           |
| 1991          | Gabriela Sabatini         | Monica Seles              | 6−3, 6−2           |
| 1990          | Monica Seles              | Martina Navrátilová       | 6−1, 6−1           |
| 1989          | Gabriela Sabatini         | Arantxa Sánchez Vicario   | 6−2, 5−7, 6−4      |
| 1988          | Gabriela Sabatini         | Helen Kelesi              | 6−1, 6−7(4), 6−1   |
| 1987          | Steffi Graf               | Gabriela Sabatini         | 7−5, 4−6, 6−0      |
| 1986          | No celebrat               | No celebrat               | No celebrat        |
| 1985          | Raffaella Reggi           | Vicki Nelson-Dunbar       | 6−4, 6−4           |
| 1984          | Manuela Maleeva           | Chris Evert               | 6−3, 6−3           |
| 1983          | Andrea Temesvari          | Bonnie Gadusek            | 6−1, 6−0           |
| 1982          | Chris Evert (5)           | Hana Mandlíková           | 6−0, 6−2           |
| 1981          | Chris Evert               | Virginia Ruzici           | 6−1, 6−2           |
| 1980          | Chris Evert               | Virginia Ruzici           | 5−7, 6−2, 6−2      |
| 1979          | Tracy Austin              | Sylvia Hanika             | 6−4, 1−6, 6−3      |
| 1978          | Regina Maršíková          | Virginia Ruzici           | 7−5, 7−5           |
| 1977          | Janet Newberry Wright     | Renáta Tomanová           | 6−3, 7−6           |
| 1976          | Mima Jaušovec             | Lesley Hunt               | 6−1, 6−3           |
| 1975          | Chris Evert               | Martina Navrátilová       | 6−1, 6−0           |
| 1974          | Chris Evert               | Martina Navrátilová       | 6−3, 6−3           |
| 1973          | Evonne Goolagong Cawley   | Chris Evert               | 7−6, 6−0           |
| 1972          | Linda Tuero               | Olga Morozova             | 6−4, 6−3           |
| 1971          | Virginia Wade             | Helga Niessen Masthoff    | 6−4, 6−4           |
| 1970          | Billie Jean King          | Julie Heldman             | 6−1, 6−3           |
| 1969          | Julie Heldman             | Kerry Melville            | 7−5, 6−3           |
| 1968          | Lesley Turner Bowrey (2)  | Margaret Court            | 2−6, 6−2, 6−3      |
| 1967          | Lesley Turner Bowrey      | Maria Bueno               | 6−3, 6−3           |
| 1966          | Ann Haydon Jones          | Annette Van Zyl           | 8−6, 6−1           |
| 1965          | Maria Bueno (3)           | Nancy Richey              | 6−1, 1−6, 6−3      |
| 1964          | Margaret Court (3)        | Lesley Turner Bowrey      | 6−1, 6−1           |
| 1963          | Margaret Court            | Lesley Turner Bowrey      | 6−3, 6−4           |
| 1962          | Margaret Court            | Maria Bueno               | 8−6, 5−7, 6−4      |
| 1961          | Maria Bueno               | Lesley Turner Bowrey      | 6−4, 6−4           |
| 1960          | Zsuzsi Kormoczy           | Ann Haydon Jones          | 6−4, 4−6, 6-1      |
| 1959          | Christine Truman Janes    | Sandra Reynolds Price     | 6−0, 6−1           |
| 1958          | Maria Bueno               | Lorraine Coghlan Robinson | 3−6, 6−3, 6−3      |
| 1957          | Shirley Bloomer Brasher   | Dorothy Head Knode        | 1−6, 9−7, 6−2      |
| 1956          | Althea Gibson             | Zsuzsa Körmöczy           | 6−3, 7−5           |
| 1955          | Patricia Ward Hales       | Erika Vollmer             | 6−4, 6−3           |
| 1954          | Maureen Connolly Brinker  | Patricia Ward Hales       | 6−3, 6−0           |
| 1953          | Doris Hart (2)            | Maureen Connolly Brinker  | 4−6, 9−7, 6−3      |
| 1952          | Susan Partridge           | Pat Harrison              | 6−3, 7−5           |
| 1951          | Doris Hart                | Shirley Fry Irvin         | 6−3, 8−6           |
| 1950          | Annelies Ullstein-Bossi   | Joan Curry                | 6−4, 6−4           |
| 1949 − 1936   | No celebrat               | No celebrat               | No celebrat        |
| 1935          | Hilde Krahwinkel Sperling | Lucia Valerio             | 6−4, 6−1           |
| 1934          | Helen Jacobs              | Lucia Valerio             | 6−3, 6−0           |
| 1933          | Elizabeth Ryan            | Ida Adamoff               | 6−1, 6−1           |
| 1932          | Ida Adamoff               | Lucia Valerio             | 6−4, 7−5           |
| 1931          | Lucia Valerio             | Dorothy Andrus Burke      | 2−6, 6−2, 6−2      |
| 1930          | Lilí Álvarez              | Lucia Valerio             | 3−6, 8−6, 6−0      |

### Dobles masculins
| Any  | Campions                              | Finalistes                          | Resultat                          |
| ---- | ------------------------------------- | ----------------------------------- | --------------------------------- |
| 2025 | Marcelo Arévalo Mate Pavić            | Sadio Doumbia Fabien Reboul         | 6−4, 6−7(6), [13−11]              |
| 2024 | Marcel Granollers Horacio Zeballos    | Marcelo Arévalo Mate Pavić          | 6−2, 6−2                          |
| 2023 | Hugo Nys Jan Zieliński                | Robin Haase Botic van de Zandschulp | 7−5, 6−1                          |
| 2022 | Nikola Mektić Mate Pavić (2)          | John Isner Diego Schwartzman        | 6−2, 6−7(6), [12−10]              |
| 2021 | Nikola Mektić Mate Pavić              | Rajeev Ram Joe Salisbury            | 6−4, 7−6(4)                       |
| 2020 | Marcel Granollers Horacio Zeballos    | Jérémy Chardy Fabrice Martin        | 6−4, 5−7, [10−8]                  |
| 2019 | Juan Sebastián Cabal Robert Farah (2) | Raven Klaasen Michael Venus         | 6−1, 6−3                          |
| 2018 | Juan Sebastián Cabal Robert Farah     | Pablo Carreño Busta João Sousa      | 3−6, 6−4, [10−4]                  |
| 2017 | Pierre-Hugues Herbert Nicolas Mahut   | Ivan Dodig Marcel Granollers        | 4−6, 6−4, [10−3]                  |
| 2016 | Bob Bryan Mike Bryan (4)              | Vasek Pospisil Jack Sock            | 2−6, 6−3, [10−7]                  |
| 2015 | Pablo Cuevas David Marrero            | Marcel Granollers Marc López        | 6−4, 7−5                          |
| 2014 | Nenad Zimonjić Daniel Nestor (2)      | Robin Haase Feliciano López         | 6−4, 7−6(2)                       |
| 2013 | Bob Bryan Mike Byran                  | Mahesh Bhupathi Rohan Bopanna       | 6−2, 6−3                          |
| 2012 | Marcel Granollers Marc López          | Łukasz Kubot Janko Tipsarević       | 6−3, 6−2                          |
| 2011 | John Isner Sam Querrey                | Mardy Fish Andy Roddick             | Renúncia                          |
| 2010 | Bob Bryan Mike Byran                  | John Isner Sam Querrey              | 6−2, 6−3                          |
| 2009 | Daniel Nestor Nenad Zimonjić          | Bob Bryan Mike Bryan                | 7−6(5), 6−3                       |
| 2008 | Bob Bryan Mike Bryan                  | Daniel Nestor Nenad Zimonjić        | 3−6, 6−4, [10−8]                  |
| 2007 | Fabrice Santoro Nenad Zimonjić        | Bob Bryan Mike Bryan                | 6−4, 6−7(4), [10−7]               |
| 2006 | Mark Knowles Daniel Nestor            | Jonathan Erlich Andy Ram            | 4−6, 6−4, [10−6]                  |
| 2005 | Michaël Llodra Fabrice Santoro        | Bob Bryan Mike Bryan                | 7−5, 6−4                          |
| 2004 | Mahesh Bhupathi Maks Mirni            | Wayne Arthurs Paul Hanley           | 1−6, 6−4, 7−6(1)                  |
| 2003 | Wayne Arthurs Paul Hanley             | Michaël Llodra Fabrice Santoro      | 7−5, 7−6(5)                       |
| 2002 | Martin Damm Cyril Suk                 | Wayne Black Kevin Ullyett           | 7−5, 7−5                          |
| 2001 | Wayne Ferreira Ievgueni Kàfelnikov    | Daniel Nestor Sandon Stolle         | 6−4, 7−6(6)                       |
| 2000 | Martin Damm Dominik Hrbatý            | Wayne Ferreira Ievgueni Kàfelnikov  | 6−4, 4−6, 6−3                     |
| 1999 | Ellis Ferreira Rick Leach             | David Adams John-Laffnie De Jager   | 6−7, 6−1, 6−2                     |
| 1998 | Mahesh Bhupathi Leander Paes          | Ellis Ferreira Rick Leach           | 6−4, 4−6, 7−6                     |
| 1997 | Mark Knowles Daniel Nestor            | Byron Black Alex O'Brien            | 6−3, 4−6, 7−5                     |
| 1996 | Byron Black Grant Connell             | Libor Pimek Byron Talbot            | 6−2, 6−3                          |
| 1995 | Cyril Suk Daniel Vacek                | Jan Apell Jonas Björkman            | 6−3, 6−4                          |
| 1994 | Ievgueni Kàfelnikov David Rikl        | Wayne Ferreira Javier Sánchez       | 6−1, 7−5                          |
| 1993 | Jacco Eltingh Paul Haarhuis           | Wayne Ferreira Mark Kratzmann       | 6−4, 7−6                          |
| 1992 | Jakob Hlasek Marc Rosset              | Wayne Ferreira Mark Kratzmann       | 6−4, 3−6, 6−1                     |
| 1991 | Omar Camporese Goran Ivanišević       | Luke Jensen Laurie Warder           | 6−2, 6−3                          |
| 1990 | Sergio Casal Emilio Sánchez           | Jim Courier Martin Davis            | 7−6, 7−5                          |
| 1989 | Jim Courier Pete Sampras              | Danilo Marcelino Mauro Menezes      | 6−4, 6−3                          |
| 1988 | Jorge Lozano Todd Witsken             | Anders Järryd Tomáš Šmíd            | 6−3, 6−3                          |
| 1987 | Guy Forget Yannick Noah (2)           | Miloslav Mečíř Tomáš Šmíd           | 6−2, 6−7, 6−3                     |
| 1986 | Guy Forget Yannick Noah               | Mark Edmondson Sherwood Stewart     | 7−6, 6−2                          |
| 1985 | Anders Järryd Mats Wilander           | Ken Flach Robert Seguso             | 4−6, 6−3, 6−2                     |
| 1984 | Ken Flach Robert Seguso               | John Alexander Mike Leach           | 3−6, 6−3, 6−4                     |
| 1983 | Francisco González Víctor Pecci       | Jan Gunnarsson Mike Leach           | 6−4, 6−2                          |
| 1982 | Heinz Günthardt Balázs Taróczy        | Wojtek Fibak John Fitzgerald        | 6−4, 4−6, 6−3                     |
| 1981 | Hans Gildemeister Andrés Gómez        | Bruce Manson Tomáš Šmíd             | 7−5, 6−2                          |
| 1980 | Mark Edmondson Kim Warwick            | Balázs Taróczy Eliot Teltscher      | 7−6, 7−6                          |
| 1979 | Peter Fleming Tomáš Šmíd              | José-Luís Clerc Ilie Năstase        | 4−6, 6−1, 7−5                     |
| 1978 | Victor Pecci Belus Prajoux            | Jan Kodeš Tomáš Šmíd                | 6−7, 7−6, 6−1                     |
| 1977 | Brian Gottfried Raúl Ramírez (4)      | Fred McNair Sherwood Stewart        | 6−7, 7−6, 7−5                     |
| 1976 | Brian Gottfried Raúl Ramírez          | Geoff Masters John Newcombe         | 7−6, 5−7, 6−3, 3−6, 6−3           |
| 1975 | Brian Gottfried Raúl Ramírez          | Jimmy Connors Ilie Năstase          | 6−4, 7−6, 2−6, 6−1                |
| 1974 | Brian Gottfried Raúl Ramírez          | Juan Gisbert Ilie Năstase           | 6−3, 6−2, 6−3                     |
| 1973 | John Newcombe Tom Okker               | Ross Case Geoff Masters             | 6−2, 6−3, 6−4                     |
| 1972 | Ilie Năstase Ion Ţiriac (2)           | Lew Hoad Frew McMillan              | 3−6, 3−6, 6−4, 6−3, 5−3, retirada |
| 1971 | John Newcombe Tony Roche              | Andrés Gimeno Roger Taylor          | 6−4, 6−4                          |
| 1970 | Ilie Năstase Ion Ţiriac               | William Bowrey Owen Davidson        | 0−6, 10−8, 6−3, 6−8, 6−1          |
| 1969 |                                       | Tom Okker Marty Riessen             | 4−6, 6−1, final suspesa           |
| 1969 | John Newcombe Tony Roche              |                                     | 4−6, 6−1, final suspesa           |
| 1968 | Tom Okker Marty Riessen               | Nicholas Kalogeropoulos Allan Stone | 6−3, 6−4, 6−2                     |

### Dobles femenins
| Any           | Campiones                                      | Finalistes                                 | Resultat            |
| ------------- | ---------------------------------------------- | ------------------------------------------ | ------------------- |
| WTA 1000      |                                                |                                            |                     |
| 2025          | Sara Errani Jasmine Paolini (2)                | Veronika Kudermétova Elise Mertens         | 6−4, 7−5            |
| 2024          | Sara Errani Jasmine Paolini                    | Coco Gauff Erin Routliffe                  | 6−3, 4−6, [10−8]    |
| 2023          | Storm Hunter Elise Mertens                     | Coco Gauff Jessica Pegula                  | 6−4, 6−4            |
| 2022          | Veronika Kudermétova Anastassia Pavliutxénkova | Gabriela Dabrowski Giuliana Olmos          | 1−6, 6−4, [10−7]    |
| 2021          | Sharon Fichman Giuliana Olmos                  | Kristina Mladenovic Markéta Vondroušová    | 4−6, 7−5, [10−5]    |
| WTA Premier 5 |                                                |                                            |                     |
| 2020          | Hsieh Su-wei Barbora Strýcová                  | Anna-Lena Friedsam Raluca Olaru            | 6−2, 6−2            |
| 2019          | Viktória Azàrenka Ashleigh Barty               | Anna-Lena Grönefeld Demi Schuurs           | 4−6, 6−0, [10−3]    |
| 2018          | Ashleigh Barty Demi Schuurs                    | Andrea Sestini Hlaváčková Barbora Strýcová | 6−3, 6−4            |
| 2017          | Chan Yung-jan Martina Hingis                   | Iekaterina Makàrova Ielena Vesninà         | 7−5, 7−6(4)         |
| 2016          | Martina Hingis Sania Mirza                     | Iekaterina Makàrova Ielena Vesninà         | 6−1, 6−7(5), [10−3] |
| 2015          | Tímea Babos Kristina Mladenovic                | Martina Hingis Sania Mirza                 | 6−4, 6−3            |
| 2014          | Květa Peschke Katarina Srebotnik               | Sara Errani Roberta Vinci                  | 4−0, retirada       |
| 2013          | Hsieh Su-wei Peng Shuai (2)                    | Sara Errani Roberta Vinci                  | 4−6, 6−3, [10−8]    |
| 2012          | Sara Errani Roberta Vinci                      | Iekaterina Makàrova Ielena Vesninà         | 6−2, 7−5            |
| 2011          | Shuai Peng Jie Zheng                           | Vania King Iaroslava Xvédova               | 6−2, 6−3            |
| 2010          | Gisela Dulko Flavia Pennetta                   | Núria Llagostera M.J. Martínez Sánchez     | 6−4, 6−2            |
| 2009          | Hsieh Su-wei Peng Shuai                        | Daniela Hantuchova Ai Sugiyama             | 7−5, 7−6(5)         |
| WTA Tier I    |                                                |                                            |                     |
| 2008          | Chan Yung-jan Chuang Chia-jung                 | Iveta Benešová Janette Husárová            | 7−6(5), 6−3         |
| 2007          | Nathalie Dechy Mara Santangelo                 | Tathiana Garbin Roberta Vinci              | 6−4, 6−1            |
| 2006          | Daniela Hantuchová Ai Sugiyama                 | Květa Peschke Francesca Schiavone          | 3−6, 6−3, 6−1       |
| 2005          | Cara Black Liezel Huber                        | Maria Kirilenko Anabel Medina Garrigues    | 6−0, 4−6, 6−1       |
| 2004          | Nàdia Petrova Meghann Shaughnessy              | Virginia Ruano Pascual Paola Suárez        | 2−6, 6−3, 6−3       |
| 2003          | Svetlana Kuznetsova Martina Navrátilová        | Jelena Dokić Nàdia Petrova                 | 6−4, 5−7, 6−2       |
| 2002          | Virginia Ruano Pascual Paola Suárez (2)        | Conchita Martínez Patricia Tarabini        | 6−3, 6−4            |
| 2001          | Cara Black Ielena Likhovtseva                  | Paola Suárez Patricia Tarabini             | 6−1, 6−1            |
| 2000          | Lisa Raymond Rennae Stubbs                     | Arantxa Sánchez Vicario Magüi Serna        | 6−3, 4−6, 6−2       |
| 1999          | Martina Hingis Anna Kúrnikova                  | Alexandra Fusai Nathalie Tauziat           | 6−2, 6−2            |
| 1998          | Virginia Ruano Pascual Paola Suárez            | Amanda Coetzer Arantxa Sánchez Vicario     | 7−6(1), 6−4         |
| 1997          | Nicole Arendt Manon Bollegraf                  | Conchita Martínez Patricia Tarabini        | 6−2, 6−4            |
| 1996          | Arantxa Sánchez Vicario Irina Spîrlea          | Gigi Fernández Martina Hingis              | 6−4, 3−6, 6−3       |
| 1995          | Mary Joe Fernández Natasha Zvereva (2)         | Conchita Martínez Patricia Tarabini        | 4−6, 7−6(3), 6−4    |
| 1994          | Mary Joe Fernández Natasha Zvereva             | Gabriela Sabatini Brenda Schultz-McCarthy  | 6−1, 6−3            |
| 1993          | Jana Novotná Arantxa Sánchez Vicario           | Mary Joe Fernández Zina Garrison-Jackson   | 6−4, 6−2            |
| 1992          | Monica Seles Helena Suková                     | Katerina Maleeva Barbara Rittner           | 6−1, 6−2            |
| 1991          | Jennifer Capriati Monica Seles                 | Nicole Bradtke Elna Reinach                | 7−5, 6−2            |
| 1990          | Helen Kelesi Monica Seles                      | Laura Garrone Laura Golarsa                | 6−3, 6−4            |
| 1989          | Elizabeth Smylie Janine Thompson               | Manon Bollegraf Mercedes Paz               | 6−4, 6−3            |
| 1988          | Jana Novotná Catherine Suïssare                | Jenny Byrne Janine Thompson                | 6−3, 4−6, 7−5       |
| 1987          | Martina Navrátilová Gabriela Sabatini          | Claudia Kohde-Kilsch Helena Suková         | 6−4, 6−1            |
| 1986          | No celebrat                                    | No celebrat                                | No celebrat         |
| 1985          | Sandra Cecchini Raffaella Reggi                | Patrizia Murgo Barbara Romanò              | 6−1, 5−7, 7−5       |
| 1984          | Iva Budařová Helena Suková                     | Kathleen Horvath Virginia Ruzici           | 7−6(5), 1−6, 6−4    |
| 1983          | Virginia Ruzici Virginia Wade                  | Ivanna Madruga Catherine Tanvier           | 6−3, 2−6, 6−1       |
| 1982          | Kathleen Horvath Yvonne Vermaak                | Billie Jean King Ilana Kloss               | 2−6, 6−4, 7−6       |
| 1981          | Candy Reynolds Paula Smith                     | Chris Evert-Lloyd Virginia Ruzici          | 7−5, 6−1            |
| 1980          | Hana Mandlíková Renáta Tomanová                | Ivanna Madruga Adriana Villagran           | 6−4, 6−4            |

## Rècords
Categoria masculina
- Rafael Nadal: major nombre de victòries (7)
- Rafael Nadal: major nombre de victòries consecutives (3, 2005–07)

Categoria femenina
- Chris Evert: major nombre de victòries (5)
- Conchita Martínez: major nombre de victòries consecutives (4, 1993–96)